# 좁은얼굴캥거루쥐
좁은얼굴캥거루쥐(Dipodomys venustus)는 주머니생쥐과에 속하는 설치류의 일종이다. 미국 캘리포니아주의 토착종이다.